# Пронин, Алексей Михайлович
Алексей Михайлович Пронин (17 февраля 1899, Попышово — 11 сентября 1987, Москва) — советский военачальник, генерал-лейтенант (1945). Участник разработки операции по штурму Берлина. Близкий друг и соратник Маршалов Советского Союза Г. К. Жукова, В. Д. Соколовского, В. И. Чуйкова, К. С. Москаленко, С. М. Буденного, К. Е. Ворошилова. Член Коммунистической партии (РКП(б)) с 1918 года. Участник операции по аресту Лаврентия Берии.
Сват Маршала Советского Союза В. Д. Соколовского и начальника Главного управления снабжения Министерства среднего машиностроения СССР А. А. Степанова.

## Биография

### Ранние годы
А. М. Пронин родился 4(16) февраля 1899 в д. Попышово (ныне Вачского района, Нижегородской области) в семье рабочего, фрезеровщика фабрики стальных изделий Кондратова (с. Вача). Мать трудилась в сельском хозяйстве. Учился в начальном училище, сначала 3 года в деревне Городище, затем 2 года в фабрично-заводском училище в селе Вача, и затем 3 года в высшем Багратионовском начальном училище Заблицкий-Погост-Арефино. Учился везде только на отлично и окончил высшее начальное училище с наградой 1-й степени.
В июне 1915 поступил в контору фабрики Кондратова мальчиком-рассыльным с окладом 4 рубля в месяц, где работал до июля 1916 года. Через некоторое время решил ехать в Москву.
Мать Надежда Дмитриевна в дорогу насушила ему сумку сухарей, а отец Михаил Васильевич дал 5 рублей. В Москву он направился не имея там ни родных, ни знакомых. Пока он не нашёл работу, ему пришлось ночевать в ночлежном доме Нечаева в Орликовом переулке, куда бесплатно пускали всех. Через 3-4 дня его приняли в почтовое отделение Павелецкого вокзала учеником сортировщика корреспонденции. Географию он знал на отлично и уже через две недели его утвердили сортировщиком с окладом в 42 рубля в месяц. С товарищем он снял комнату, купил себе постель, ботинки, а потом и костюм. Не забывал он и о родителях, посылал им 5-10 рублей в месяц. В августе 1916 года его перевели сортировщиком корреспонденции в почтовое отделение на Казанском вокзале, где он и проработал до сентября 1918 года.
Его захватили идеи большевиков. Газеты «Правда» и «Социал-Демократ» стали его первыми политическими университетами. Ещё в училище он увлекался Н. А. Некрасовым, читал все его произведения, и многие декламировал на школьных литературных вечерах. Уже впервые месяцы после февральской революции он стал активно отстаивать лозунги и идеи большевиков, вступал в споры с товарищами по службе и выступал на собраниях. 4 июля 1917 года участвовал в общемосковской демонстрации под лозунгом большевиков «Долой 10 министров — капиталистов», которая была разогнана Временным правительством А. Ф. Керенского.

### Начало военной службы
После этого события он добровольцем вступил в отряд Красной Гвардии на Казанском вокзале. Ежедневно гвардейцы собирались часа на 2 по вечерам в Сокольниках, где их обучали военному делу, владению оружием и строевой подготовке. В октябрьском вооруженном восстании 1917 года он принимал активное участие рядовым бойцом в отряде Красной Гвардии, задачей которого был захват Казанского вокзала, его удержание, охрана, обеспечение бесперебойного движения поездов по Казанской железной дороге и недопущение в Москву эшелонов с войсками белогвардейцев. После октября 1917 года был избран членом месткома профсоюза работников связи.
В 1918 г. вступил в ряды РККА.
В сентябре 1918 года был принят в члены партии большевиков (партбилет № 13.060.837) и сразу был мобилизован Московским комитетом партии большевиков на хлебный фронт, предварительно отучившись на 3-х месячных политических курсах. Это были первые курсы партийно-политических работников, которые затем развернулись в коммунистический университет им. Я. М. Свердлова. На данных курсах лекции читали Е. М. Ярославский, Я. М. Свердлов, Е. А. Преображенский.
В конце ноября 1918 года на курсы совершенно неожиданно приехали Владимир Ильич Ленин и Крупская Надежда Константиновна. Речь Ленина сильно повлияла на Алексея.
По окончании курсов 2 декабря 1918 года он был назначен комиссаром продовольственного отряда, состоящего из 26 рабочих разных московских предприятий и послан на заготовки хлеба в Курскую губернию (Тимской, Путивльский и Белгородский уезды) Курской губернии.
В июле 1919 года после победы над армией Деникина в Курской губернии вместе с отрядом был отозван в Москву и направлен на Северный фронт воевать с отрядами Миллера. В марте 1920 года переброшен на Польский фронт в 15 кав.дивизию. В 1920 назначен комиссаром полевой почты в 14-й кавалерийской дивизии РККА Пархоменко, а в марте 1921 года комиссаром дивизиона связи и управления связи 14-й кавалерийской дивизии РККА 1-й Конной Армии Буденного, занимал должности от комиссара эскадрона до комиссара полка в период гражданской войны. Участник подавления махновского движения.
Участвовал в гражданской войне на Северном, Западном, Южном фронтах и в борьбе с бандитизмом на Северном Кавказе 1918—1924 гг.
В 1926—1929 года заочно окончил коммунистический университет им Я. М. Свердлова, 2—х годичные курсы марксизма-ленинизма при ЦК КПСС.
С 1935 по 1937 год учился на курсах усовершенствования высшего нач. состава при Академии Фрунзе.

### Великая Отечественная война
С первых дней Великой Отечественной войны назначен членом Военного Совета 32-й армии Западного фронта, 4-й отдельной армии Ленинградского фронта, членом военного Совета Северо-Западного фронта.
Затем был членом Военного Совета 2-го Белорусского фронта. В этот период проходила операция по форсированию реки Висла:
На той стороне реки находился командный пункт Чуйкова. Василий Иванович был любезен и гостеприимен. Мы впервые взаимодействовали с ним, а условия были крайне сложные. По существу, для нас это был первый опыт наступления с плацдарма: до сих пор мы только захватывали их и сдавали потом общевойсковикам. Впервые также преподносился танкистам и «чистый прорыв»: обычно мы прогрызали бреши в обороне противника вместе с пехотой. Сейчас до всего надо было дойти своей головой: изученная в академиях битва под Камбрэ (1917 год!) мало помогала на Висле.
Василий Иванович развернул перед нами карту плацдарма.
— Вот! Четыре месяца работали!
— Крепкие пальцы командарма уперлись в небольшой кусок в излучине реки, где буквально не было живого места от пометок.
— Миллионы кубометров перекидали лопатками.
— Самоотверженно люди работали, — признал член Военного совета Алексей Михайлович Пронин.
— Дисциплина у вас, как видно, хорошая: проехали мы — и незаметно, сколько тут всего нарыто. Наверно, и с воздуха ничего не видать.
— Пленные в голос показывают: русские зарываются, значит, к долгой обороне готовятся, — улыбнулся довольный Пронин.
— Но вообще налетов мы не очень боимся — зениток сверхдостаточно. За одну минуту можем произвести тридцать четыре тысячи зенитных выстрелов, так что прямое бомбометание на плацдарме исключено.
— Богато живете! Москву меньше зенитчиков защищало!. Н. К. Попель, «Впереди — Берлин», М, АСТ, 2001
И наконец, на завершающем этапе членом Военного совета 8-й гвардейской армии, наносящей главный удар на Берлин.
Именно в штаб 8-й гвардейской армии (командующий армией Чуйков В. И.) явился с капитуляцией генерал-лейтенант вермахта Ганс Кребс (последний начальник верховного командования сухопутных войск вермахта).
…на КП прибыл член военного Совета Армии генерал-майор Пронин…"

### Послевоенное время
После завершения Великой Отечественной войны был назначен членом Военного Совета Центральной Группы войск (Австрия, Венгрия), а затем Заместителем Главнокомандующего Центральной группой войск (ЦГВ) по политической части.
26 июня 1953 непосредственно участвовал в операции по аресту Лаврентия Павловича Берия.
«По предложению Булганина мы сели в его машину и поехали в Кремль. Его машина имела правительственные сигналы и не подлежала проверке при въезде в Кремль. Подъехав к зданию Совета Министров, я вместе с Булганиным поднялся на лифте, а Басков, Батицкий, Зуб и Юферев поднялись по лестнице. Вслед за ними на другой машине подъехали Жуков, Брежнев, Шатилов, Неделин, Гетман и Пронин. Всех нас Булганин провел в комнату ожидания при кабинете Маленкова, затем оставил нас и ушел в кабинет к Маленкову… Примерно через час, то есть в 13.00, 26 июня 1953 года, последовал условный сигнал и мы, пять человек вооруженных и шестой — Жуков, быстро вошли в кабинет, где шло заседание. Тов. Маленков объявил: „Именем советского закона арестовать Берию“. Все обнажили оружие, я направил его прямо на Берию и приказал поднять руки вверх. В это время Жуков обыскал Берию, после чего мы отвели его в комнату отдыха Председателя Совета Министров, а все члены Президиума и кандидаты в члены Президиума остались проводить заседание, там же остался и Жуков. В комнате отдыха Берию охранял он сам, Батицкий, Зуб, Баксов и Юферов. А со стороны приемной на часах стояли Брежнев, Гетман, Неделин, Пронин и Шатилов. Берия нервничал, пытался подходить к окну, несколько раз просился в уборную, мы все с обнаженным оружием сопровождали его туда и обратно. Видно было по всему, что он хотел как-то дать сигнал охране, которая всюду и везде стояла в военной форме и в штатском. Долго тянулось время…»
«В декабре 1953 года состоялся суд. Кабинет главного политработника Московского военного округа Пронина А. М. оборудовали под судебный зал, где состоялось заседание специального судебного присутствия. Рассматривалось дело в особом порядке, без участия прокурора и адвокатов.»
В 1961 году по возрасту и состоянию здоровья вышел в отставку в звании генерал-лейтенант, прослужив в рядах Советских Вооруженных Сил непрерывно 43 года все время на должностях партийно-политического работника.
Избирался делегатом XIX и XX съездов коммунистической партии, а также депутатом местных Советов и депутатом Верховного Совета РСФСР II-го и IV-го созывов.
Скончался в 1987 году. Похоронен на Кунцевском кладбище.

## Послужной список
С декабря 1918 года — комиссар продовольственного отряда в Курской губернии.
С августа 1919 года — комиссар партизанского отряда под руководством Дзарахохов, Хаджи-Мурат Уариевич на Северном фронте (ст. Плесецкая).
С февраля 1920 года — Северный фронт, почтовый работник 6-й армии под командованием Самойло А. А.
С марта 1920 года — Польский фронт в 15 кав. дивизии.РККА 1-й Конной Армии.
С октября 1920 — комиссар полевой почты 14-й кавалерийской дивизии Пархоменко А. Я., РККА 1-й Конной Армии.
С марта 1921 года — комиссар дивизиона связи и управления связи 14-й кавалерийской дивизии РККА 1-й Конной Армии Буденного С. М.
С июля 1922 года — помощник комиссара 82 кав.полка, затем 83 кав. полка 14-й кавалерийской дивизии РККА 1-й Конной Армии.
С июня 1923 года — комиссар 81 кав.полка 14-й кавалерийской дивизии РККА 1-й Конной Армии.
С мая 1925 года — Военный комиссар Тверской кавалерийской школы им. тов. Троцкого. (г. Тверь).
С апреля 1932 — начальник курсов политруков Московского военного округа.
С сентября 1932 года — начальник политотдела 5 Блиновской кавалерийской дивизии Украинского ВО (г. Житомир).
С июня 1934 года — старший преподаватель политработы в Военной академии им. М. В. Фрунзе (г. Москва).
С июня 1937 года — начальник командного отдела Киевского ВО (г. Киев).
С 13 января 1936 года — Бригадный комиссар.
С декабря 1937 года — заместитель начальника Главного управления кадров РККА (г. Москва).
С июля 1939 г. — военный комиссар, зам. начальника Военной академии химзащиты им. К. Е. Ворошилова по политической части (г. Москва).
С 11 февраля 1938 г. — Дивизионный комиссар.
С июля 1941 г. — Член военного совета (ЧВС) 32-й армии, 4-й отдельной армии, 11-й армии Западного фронта.
С декабря 1941 г. — Член военного совета Северо-Западного фронта.
С 06.12.1942 — Генерал-майор.
С февраля 1944 г. — Член военного совета 2-го Белорусского фронта.
С апреля 1944 г. — Член военного совета 8-й гвардейской армии 1-го Белорусского фронта под командованием В. И. Чуйкова.
В 1945 г. участвовал в разработке операции по штурму Берлина.
С 11.07.1945 г. — Генерал-лейтенант.
С 31 мая 1947 г. — Заместитель Главнокомандующего Центральной группой войск (ЦГВ, Австрия, Венгрия)) по политической части.
С 22 апреля 1949 г. — Заместитель Главнокомандующего Группы Советских оккупационных войск в Германии по политической части.
С 8 июля 1950 г. — Член Военного Совета Московского военного округа (МВО).
26 июня 1953 года непосредственно участвовал в операции по аресту Лаврентия Павловича Берия.
С апреля 1958 г. — военный консультант в Группе Генеральных инспекторов. В ноябре 1960 года уволен в отставку по болезни.
Календарная выслуга 43 года.

## Журналы боевых действий
- Боевой путь 1941—1945 Пронина Алексея Михайловича

## Семья
- Отец — Михаил Васильевич Пронин
- Мать — Надежда Дмитриевна Пронина
- Первая супруга с февраля 1925 до её безвременной кончины — Евдокия Васильевна Пронина (Кочетова) (06.08.1906 — 20.05.1954)
- Вторая супруга с 06.08.1955 — Валентина Васильевна Пронина (Кочетова) (03.02.1912 — 23.03.1997)
- Дети
  - Нина Алексеевна Степанова (Пронина) (25.12.1925 — 27.01.2016)
  - Дина Алексеевна Соколовская (Пронина) (род. 17.05.1927)
  - Владимир Алексеевич Пронин (06.08.1941—2009)

## Награды

### Награды СССР

#### Ордена
- орден Ленина — три (№ 8935, № 34713, № 42325) 1943, 29.05.1945, 31.05.1945
- Орден Октябрьской революции (№ 58246) 16.02.1979
- орден Красного знамени- три (№ 725, № 140869, № 310220) 24.02.1938, 1944, 1945
- орден Кутузова 1 степени (№ 499) 06.04.1945
- Орден Богдана Хмельницкого 1 степени (№ 158) 23.08.1944
- Орден Отечественной войны 1 степени (№ 500689) 11.03.1985
- Орден Красной Звезды (№ 3688521) 15.02.1974

#### Медали
- Медаль «В ознаменование 100-летия со дня рождения Владимира Ильича Ленина»
- Медаль «За оборону Ленинграда»
- Медаль «За победу над Германией в Великой Отечественной войне 1941—1945 гг.»
- Юбилейная медаль «Двадцать лет Победы в Великой Отечественной войне 1941—1945 гг.»
- Юбилейная медаль «Тридцать лет Победы в Великой Отечественной войне 1941—1945 гг.»
- Юбилейная медаль «Сорок лет Победы в Великой Отечественной войне 1941—1945 гг.»
- Медаль «За взятие Берлина»
- Медаль «За освобождение Варшавы»
- Медаль «Ветеран Вооружённых Сил СССР» № 331
- медаль 20 лет РККА
- Юбилейная медаль «30 лет Советской Армии и Флота»
- Юбилейная медаль «50 лет Вооружённых Сил СССР»
- Юбилейная медаль «40 лет Вооружённых Сил СССР»
- Юбилейная медаль «60 лет Вооружённых Сил СССР»
- Медаль «В память 250-летия Ленинграда»

### Награды Польской Народной Республики

#### Ордена
- Order Wojenny Virtuti Militari Серебряный крест (№ 98593) 25.08.1955
- Орден «Крест Грюнвальда» III степень (№ 98592) 24.04.1946
- Военный знак отличия «Крест Храбрых» (№ L-56224) 19.12.1968

#### Медали
- Медаль «За Варшаву 1939—1945» (№ 060894) 25.12.1955
- Медаль «За Одру, Нису и Балтику» (№ 042720) 27.12.1955
- Медаль «За заслуги на транспорте» (№ 6492) 24.02.1972
- Pamiatkowy medal M. Gniezna

### Награды Чехословацкой Социалистической Республики

#### Орден
- Орден Красной Звезды 1955